# 科摩罗签证政策
访问科摩罗需要获得一个签证，所有旅客都可以在到达科摩罗时获得落地签证。旅客需要持有有效期6个月以上的护照，以及下一程的机票。
根据停留时长不同，签证费也不同：
- 45天，60欧元
- 1年，250欧元
- 10年，500欧元
- 如果只是过境，并且停留24小时以内，则免费